# Mariano Osorio
Mariano Osorio (Sevilla, Espanya; 1777 - † L'Havana, Cuba; 1819) va ser un militar espanyol i governador de la Corona Espanyola en Xile. És una de les figures fonamentals de la Independència de Xile, i sobretot del període de la Reconquesta espanyola, atès que va ser el comandant de les forces reialistes que van triomfar en la batalla de Rancagua, i el penúltim Governador espanyol entre 1814 i 1816.

## Carrera Militar
Des de molt jove va iniciar la seua carrera militar en la branca d'artilleria. Va combatre de manera notable durant la invasió napoleònica a Espanya en 1808. Posterior a allò, en 1812, va ser traslladat a Lima com Comandant General d'Artilleria i professor de matemàtiques de l'Escola Militar.

## Reconquesta de Xile
Quan el Virrei del Perú José Fernando d'Abascal y Sousa va desconèixer el Tractat de Lircay, aquest va posar a Osorio al comandament de la força expedicionaria que reconquistaria Xile per a el Rei d'Espanya. Així el Brigadier Osorio i les seues tropes van desembarcar en Talcahuano, des d'on avançarien cap al nord reconquistant els territoris de Xile per a la Corona Espanyola. L'últim enfrontament es va produir el 1º i 2 d'octubre de 1814, en la famosa batalla de Rancagua, on Osorio i les hosts hispanes van derrotar a les tropes patriotes del general Bernardo O'Higgins. D'aquesta manera Osorio va entrar triomfant a Santiago de Xile.

## Osorio, Governador de Xile
Després de la batalla de Rancagua, Mariano Osorio assumeix la Governació de Xile. El governador reinstaura l'antic règim i totes les seues institucions. D'igual forma dissol tot l'instaurat pels "patriotes" durant el període de la Pàtria Vella. Osorio, a pesar d'haver ordenat la deportació d'una centena de notables patriotes a l'arxipèlag de Juan Fernández, va intentar portar a terme conscientment un govern de reconciliació entre els bàndols enfrontats(patriotes i realistes); per això va ordenar el tribunal encarregat d'enjudiciar a possibles antics patriotes, amb veïns benvolents que van perdonar en reiterades ocasions. Va destacar també per una de les seues més distintives característiques: un humor sorneguer que va contribuir a distencionar l'ambient de l'època, plagat de violències; en aquest sentit, molt citada és una de la seua sentències, redactada enfront d'una petició d'un acomodat resident de Santiago, dit Juan Luco y Aragón, que demanava que no li cobraren impostos perquè n'havia estat alliberat amb anterioritat; Osorio va respondre al peu de la petició: "Como Luco y Aragón, libre de Contribución-Como vecino y pudiente, pagará al día siguiente".
Però pel que sembla, no controlava per complet la situació de la governació. El Regiment Talaveras de la Reina, a càrrec de l'infame capità Vicente San Bruno, reprimia amb violència a molts patriotes, la qual cosa no faria altra cosa que contribuir a enfosquir la fama del govern espanyol i produir el traspàs a la causa nacionalista del grup més moderat, que seria determinant en el futur.
En 1816, el Virrei del Perú, publica en un connotat periòdic de Lima, que és ell el principal responsable de la reconquesta de Xile. Açò va provocar que Osorio es moleste i envie una carta al mateix periòdic desmentint aquests del seu superior i fent-se ell creditor de la responsabilitat en els triomfs realistes. Evidentment açò va provocar la ira del Virrey, el qual ho va destituir i va nomenar en el seu lloc a Casimiro Va marcar del Pont…

## Maipú i els seus últims dies
En 1817 el General Bernardo O'Higgins, ajudat pel general argentí José de San Martín envaeixen la Capitania General de Xile amb un exèrcit format per les tropes que van fugir de Xile cap a l'Argentina després del Desastre de Rancagua, i soldats reclutats en aqueix mateix país. Les tropes van assolir alliberar Xile de la dependència de la Corona espanyola i transformar-lo en una república independent. No obstant això açò no seria acceptat immediatament per la Corona Espanyola, la qual va ordenar una nova expedició a càrrec de l'antic governador de la colònia, el general Osorio.
Osorio i les seues tropes van desembarcar novament en Talcahuano. Igual que en 1814 van avançar cap al nord i van sorprendre a les forces patriotes, conformades per l'Exèrcit dels Andes i el recent format Exèrcit de Xile, en la Batalla de Pista Rayada, el 19 de març de 1818. L'exèrcit patriota va ser perseguit per les forces d'Osorio, no obstant això els patriotes van assolir organitzar-se en els plans de Maipú on van vèncer definitivament als realistes en la batalla de Maipú. Mariano Osorio assoleix escapar amb alguns col·laboradors feia Lima, on és jutjat per les possibles responsabilitats que li pogueren cabre en la derrota realista. Va Ser absolt i va emprendre viatge de retorn a la seua terra natal, però va acabar els seus dies en L'Havana, víctima de la febre palúdica, en 1819.